# Zenon Poznański
Zenon Andrzej Poznański (ur. 23 czerwca 1942 w Warszawie) – generał brygady Wojska Polskiego.

## Służba wojskowa
Jest absolwentem Liceum Ogólnokształcącego im. Tadeusza Kościuszki w Warszawie. Służbę wojskową rozpoczął w 1961. Po ukończeniu Oficerskiej Szkoły Wojsk Zmechanizowanych we Wrocławiu został 13 września 1964 promowany na stopień podporucznika w korpusie oficerów wojsk zmechanizowanych. Po promocji został skierowany do Podoficerskiej Szkoły Zawodowej im. Rodziny Nalazków w Elblągu, gdzie był dowódcą plutonu, a następnie kompanii. W latach 1969–1972 studiował w Akademii Sztabu Generalnego WP w Warszawie. Po ukończeniu studiów został starszym pomocnikiem szefa wydziału rozpoznania 16 Dywizji Pancernej w Elblągu. W kwietniu 1973 został szefem sztabu - zastępcą dowódcy 55 Pułku Zmechanizowanego w Braniewie. Od lipca 1974 był dowódcą 36 Łużyckiego Pułku Zmechanizowanego w Trzebiatowie. Pułk ten wchodził w skład 8 Dywizji Zmechanizowanej. W latach 1978–1980 ukończył studia w Wojskowej Akademii Sztabu Generalnego Sił Zbrojnych ZSRR im. Klimenta J. Woroszyłowa w Moskwie. W lipcu 1980 objął stanowisko szefa sztabu - zastępcy dowódcy 8 Dywizji Zmechanizowanej w Koszalinie. W lipcu 1982 objął stanowisko dowódcy 8 Dywizji Zmechanizowanej (do października 1984). Od listopada 1984 do lutego 1987 był dowódcą 1 Dywizji Zmechanizowanej w Legionowie. Obie dowodzone przez niego dywizje uzyskiwały tytuły Przodującego Związku Taktycznego WP. Na mocy uchwały Rady Państwa PRL z 3 października 1986 otrzymał nominację na stopień generała brygady. Nominację wręczył mu 10 października 1986 w Belwederze przewodniczący Rady Państwa, Zwierzchnik Sił Zbrojnych PRL gen. armii Wojciech Jaruzelski. W lutym 1987 został powołany na stanowisko szef sztabu - zastępcy dowódcy Warszawskiego Okręgu Wojskowego w Warszawie, które pełnił do kwietnia 1989. W grudniu 1989 objął funkcję szefa Sekretariatu Komitetu Obrony Kraju (do listopada 1990).
W lutym 1991 na własną prośbę odszedł do rezerwy. W okresie rządów koalicji SLD-PSL (w latach 1996-1998) pełnił funkcję zastępcy szefa Obrony Cywilnej Kraju (jako osoba cywilna).

## Działalność społeczna i polityczna
Należał do Polskiej Zjednoczonej Partii Robotniczej. W latach 1986–1990 członek Komitetu Centralnego PZPR.
W 1991 był jednym z dziewięciu fundatorów polsko-radzieckiej instytucji pod nazwą fundacji "Współpraca-Nauka-Kultura" założonej przez SdRP i Akademię Nauk Społecznych przy KC Komunistycznej Partii Związku Radzieckiego. Był doradcą w sprawach bezpieczeństwa i obronności premierów Józefa Oleksego, Włodzimierza Cimoszewicza oraz Leszka Millera. Współpracował z władzami Socjaldemokracji Rzeczypospolitej Polskiej i Sojuszu Lewicy Demokratycznej.
W 2003 został ekspertem i członkiem Samoobrony Rzeczpospolitej Polskiej. W wyborach parlamentarnych w 2005 bez powodzenia kandydował z jej ramienia do Senatu. Zdobył 17,62% głosów z okręgu Chełm. Był członkiem Komitetu Wyborczego Kandydata na Prezydenta RP Andrzeja Leppera przed wyborami w 2005. Po 2007 wycofał się z działalności politycznej.
Był wiceprezesem Towarzystwa Wiedzy Obronnej, wiceprezesem i członkiem Zarządu Głównego Stowarzyszenia Rezerwistów i Weteranów Sił Zbrojnych RP oraz Stowarzyszenia Wspólnot Obronnych. W 1997 ukończył studia podyplomowe w zakresie zarządzania nieruchomościami, a w 1998 w zakresie obronności państwa w Akademii Obrony Narodowej.
Wiceprezes Stowarzyszenia Ogólnopolska Rodzina Kościuszkowców.

## Awanse służbowe
W trakcie wieloletniej służby w ludowym Wojsku Polskim otrzymał awanse na kolejne stopnie wojskowe:.
- podporucznik - 1964
- porucznik - 1967
- kapitan - 1969
- major - 1973
- podpułkownik - 1977
- pułkownik - 1981
- generał brygady - 1986

## Odznaczenia
- Krzyż Komandorski Orderu Odrodzenia Polski (2001)[4]
- Krzyż Oficerski Orderu Odrodzenia Polski (1989)
- Krzyż Kawalerski Orderu Odrodzenia Polski (1982)
- Złoty Krzyż Zasługi (1975)
- Złoty Medal „Siły Zbrojne w Służbie Ojczyzny”
- Złoty Medal „Za zasługi dla obronności kraju”
- Złoty Krzyż „Za Zasługi dla ZHP”
- wiele innych odznaczeń

## Życie prywatne
Jest żonaty, ma dwóch synów. Mieszka w Zegrzu koło Legionowa.